# Лютценберг (Аппенцелль-Ауссерроден)
Лютценберг (нім. Lutzenberg AR) — громада  в Швейцарії в кантоні Аппенцелль-Ауссерроден, округ Фордерланд.

## Географія
Громада розташована на відстані близько 170 км на схід від Берна, 24 км на схід від Герізау.
Лютценберг має площу 2,3 км², з яких на 23,6% дозволяється будівництво (житлове та будівництво доріг), 50,7% використовуються в сільськогосподарських цілях, 24,9% зайнято лісами, 0,9% не є продуктивними (річки, льодовики або гори).

## Демографія
2019 року в громаді мешкало 1299 осіб (+3,6% порівняно з 2010 роком), іноземців було 20,2%. Густота населення становила 577 осіб/км².
За віковим діапазоном населення розподілялося таким чином: 18,9% — особи молодші 20 років, 63,8% — особи у віці 20—64 років, 17,3% — особи у віці 65 років та старші. Було 556 помешкань (у середньому 2,3 особи в помешканні).
Із загальної кількості 315 працюючих 25 було зайнятих в первинному секторі, 49 — в обробній промисловості, 241 — в галузі послуг.